# Rathmullan
Rathmullan (irisch Ráth Maoláin) ist eine Ortschaft im County Donegal im Norden der Republik Irland. Es kommt gelegentlich auch die Schreibweise Rathmullen vor.

## Der Ort
Rathmullan liegt im Südosten der Halbinsel Fanad an der Westküste des Lough Swilly, im Nordosten von Donegal. Auf der östlichen Seite des Lough Swilly liegt ihm Buncrana auf der Halbinsel Inishowen gegenüber. Der nächstgelegene größere Ort ist Milford, 12 km westlich gelegen; von Letterkenny im Südwesten ist Rathmullan 27 km entfernt. Die seit 1991 relativ stabil um 500 liegende Einwohnerzahl von Rathmullan/Rathmullen wurde bei der Volkszählung 2022 mit 528 Personen ermittelt.

## Geschichte

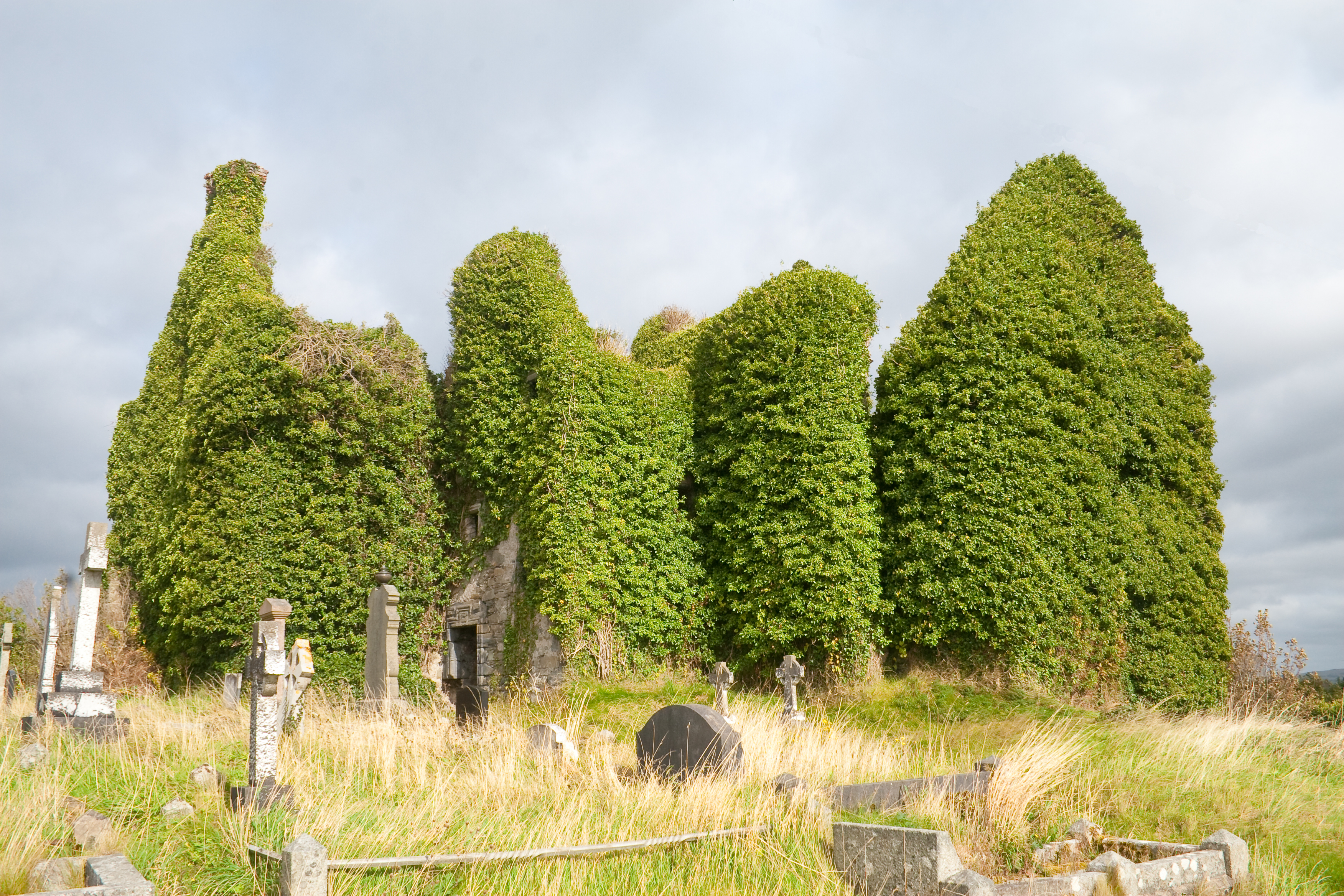
Südwestansicht des Karmeliten-Klosters

Rathmullan beherbergt die Ruinen eines im Jahr 1516 errichteten Karmeliten-Klosters, das 1595 seine Brandschatzung durch die Engländer erlebte, bevor es im Jahr 1617 von einem der Bischöfe von Raphoe besetzt wurde. Auf dem Klostergelände befand sich einst ein Rath, ein eisenzeitliches Erdwerk, was bereits im Ortsnamen angezeigt ist.
Bekanntheit hat Rathmullan im Weiteren vor allem in Zusammenhang mit geschichtlichen Ereignissen erlangt: So verließen im September 1607 bei der sogenannten Flight of the Earls die beiden Earls Aodh Mór Ó Néill und Rory O’Donnell mit 90 Angehörigen und Gefolgsleuten Irland auf der Flucht vor den Briten von Rathmullan aus. Im Jahr 1798 erfolgte die Gefangennahme von Wolfe Tone, dem Gründer der Society of United Irishmen und einem der Führer in der Irischen Rebellion von 1798, möglicherweise in Rathmullan; jedoch nehmen Buncrana und Letterkenny dies Ereignis ebenfalls für sich in Anspruch.
Auch als Basis für englische Amerikasegler war Rathmullan im 18. Jahrhundert von Bedeutung, und später als ein internationaler Handelsplatz für Salzheringe.
In den Napoleonischen Kriegen zu Anfang des 19. Jahrhunderts war in Rathmullan eine englische Batterie stationiert, um den Lough Swilly gegen eine mögliche französische Invasion zu schützen. In dem seinerzeit errichteten Martello Tower ist heute das „Flight of the Earls Centre“ mit einer Dauerausstellung untergebracht.

## Gegenwart
Heute liegt im Tourismus wie vielerorts in Donegal eine der Haupteinnahmequellen des Ortes, wozu mehrere Festivaltermine im Jahr beitragen: Im Frühjahr oder Frühsommer gibt es das Lough Swilly Deep Sea Fishing Festival und im Juli das Rathmullan Community Festival, während das Rathmullan Regatta Festival jährlich am ersten Montag im August stattfindet. In der Touristensaison verbindet eine Fähre über den Lough Swilly Buncrana mit Rathmullan.